# Championnat d'Europe féminin de hockey sur glace
Le championnat d'Europe féminin de hockey sur glace est une ancienne compétition internationale de hockey sur glace féminin entre les nations européennes. La compétition était organisée par la Fédération internationale de hockey sur glace de 1989 à 1996, et opposait les sélections féminines nationales des pays qualifiés. En 1997, il est remplacé par le championnat du monde féminin de hockey sur glace qui devient annuel.

## Palmarès
| Année | Médaille d'or, Europe | Médaille d'argent, Europe | Médaille de bronze, Europe | Pays hôte            |
| ----- | --------------------- | ------------------------- | -------------------------- | -------------------- |
| 1989  | Finlande              | Suède                     | Allemagne de l'Ouest       | Allemagne de l'Ouest |
| 1991  | Finlande              | Suède                     | Danemark                   | Tchécoslovaquie      |
| 1993  | Finlande              | Suède                     | Norvège                    | Danemark             |
| 1995  | Finlande              | Suède                     | Suisse                     | Lettonie             |
| 1996  | Suède                 | Russie                    | Finlande                   | Russie               |